# Saneamiento de la Comarca
El saneamiento de la Comarca es un evento ficticio de la novela El Señor de los Anillos creado por el escritor británico J. R. R. Tolkien, y que tiene lugar al final del libro El Retorno del Rey. Dentro del marco ficticio, la acción transcurre entre el 31 de octubre del año 3019 T. E. y la primavera de 3021 T. E..
El Saneamiento tuvo lugar debido a que los hombres de Saruman, con ayuda de Otho Sacovilla-Bolsón tomaron la Comarca e instauraron un régimen de tiranía. Posteriormente, los hobbits Merry, Pippin, Sam y Frodo llegaron a la Comarca tras su viaje, y al encontrarse con dicha situación, decidieron organizar una rebelión para echar a Zarquino, al Jefe y a los hombres de sus tierras. La última fase fueron los trabajos de reconstrucción y reforestación que llevaron a cabo los hobbits, encabezados por Sam, para devolver a la Comarca su antigua cara.
En la adaptación cinematográfica de Peter Jackson de El Señor de los Anillos, se omite todo el Saneamiento: Saruman muere a manos de Gríma en Orthanc, y este por una flecha de Legolas; y cuando llegan a la Comarca todo está igual que como antes de partir. Sin embargo, hay una alusión al Saneamiento en la visión que tiene Frodo en el Espejo de Galadriel en la Comunidad del Anillo, aunque en el libro, quien realmente tiene la visión es Sam.

## Historia
El Saneamiento tiene lugar entre los años 3019 T.E. y 3021 T.E., y es el último evento de la Guerra del Anillo.

### Causas principales (Del verano de 3018 al otoño de 3019 T.E.)
En septiembre de 3018 T.E., Lotho Sacovilla-Bolsón y su madre, Lobelia, se mudaron a Bolsón Cerrado tras comprárselo a Frodo. A lo largo de los meses siguientes, el dinero obtenido de la venta de hierba de pipa (fundamentalmente a Isengard), permitió a Lotho ir adquiriendo propiedades y apoyar a Hombres foráneos, conocidos como Hombres Cetrinos, u Hombres del Jefe (tal vez algunos con sangre de orcos). El siguiente paso fue encarcelar a Will Pielbanco, alcalde de Cavada Grande, y tras nombrarse a sí mismo Oficial Jefe, se apoderó por la fuerza de la Comarca, iniciando un proceso de industrialización.
A finales del verano de 3019 T.E., Saruman y Gríma, tras la liberación de su encierro en Orthanc, se dirigieron a la Comarca por el Camino del Sur, y del Norte, para tomar la delantera a Frodo y compañía. Saruman, que había financiado la subida al poder de Lotho Sacovilla-Bolsón, no tardó en hacerlo matar en algún momento de septiembre u octubre, lo que le permitió hacerse con el poder y el control de la Comarca. 

#### Cambios en la Comarca
Durante esta primera fase del Saneamiento, muchos cambios se dieron en la Comarca, tanto en su estructura geográfica como social y económica: 
Se cortaron todos los árboles y los setos de los caminos de Delagua y la Colina, y se agostaron los campos. En cuanto a los edificios, se construyeron nuevas casas para los hombres cetrinos, y un horno de fundición; además, el molino de Ted Arenas y la granja que había más allá del molino se sustituyeron por un nuevo molino y un taller. La arquería había desaparecido y Bolsón de Tirada, también, reconvertido en una cantera. El campo de la Fiesta estaba plagado de montículos, y el árbol de la Fiesta fue talado.

### Recuperación y reforestación (De noviembre de 3019 a primavera de 3021 T.E.)
Durante el año y medio siguiente a la muerte de Zarquino, los habitantes de la Comarca se dedicaron a reparar el daño causado, especialmente Sam, quien viajó por todo el territorio plantando árboles, y vigilando las nuevas plantaciones y trabajos de reconstrucción, además de extender la tierra y plantar la semilla de mallorn que la dama Galadriel le dio al partir de Lórien.